# 상류 (전설)

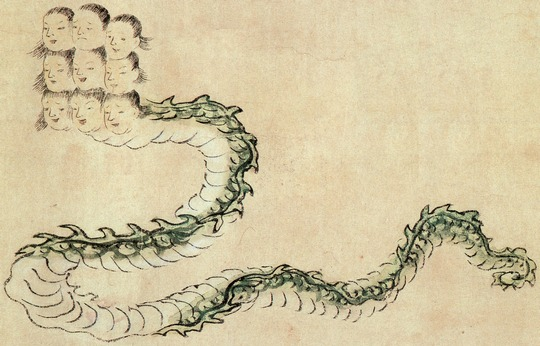
상류

산해경 해외북경 상류

상류(相柳)는 고대 중국 신화에 등장하는 괴물 중 하나이다. 아홉 개의 인간의 머리를 가진 이무기의 모습을 하고 있다고 한다.

## 개요
상류는 아홉 개의 머리로 아홉 개의 산을 먹어치우고, 상류가 지나간 자리는 계곡과 연못으로 변모해 버렸다고 한다. 공공을 섬기고, 몸에서 독수를 뿜어 내어 주위의 대지를 오염시키고 천하를 곤란하게 하였다. 상류의 혈액은 매우 비린내가 나서, 우에게 퇴치되었을 때 흘린 많은 양의 혈액이 광범위한 땅을 오염시켜 농업 등을 불가능하게 만들었다고 한다.
『산해경』 해외북경에 따르면 우에 의해 상류가 퇴치된 곳은 유리국의 땅이라고 기록되어 있다.

## 같이 보기
- 공공

## 참고 문헌
- 袁珂 著、鈴木博 訳『中国の神話伝説』上、青土社、1993年 161-162頁
- 『山海経 中国古代の神話世界』高馬三良 訳 平凡社 ライブラリー ISBN 4582760341 1994年 126頁